# Leicester Tigers
Ne doit pas être confondu avec Leicester Tigers (féminines).
Maillots
Actualités
Dernière mise à jour : 22 septembre 2024.
Leicester Football Club, plus connu sous le nom Leicester Tigers, est un club de rugby à XV anglais participant au Premiership et basé à Leicester.
Le club possède, avec Bath Rugby et les Wasps, l'un des plus beaux palmarès du rugby à XV anglais avec deux victoires en Coupe d'Europe, onze titres de champion d'Angleterre et six trophées remportés en Coupe d'Angleterre.
Leicester est l'une des quatre équipes à ne pas avoir connu la relégation et le club n'a jamais terminé une saison au-delà de la sixième place avant la saison 2019-2020.
Ils s'étaient ainsi toujours qualifiés pour la Coupe d'Europe, performance unique pour un club anglais.

## Histoire

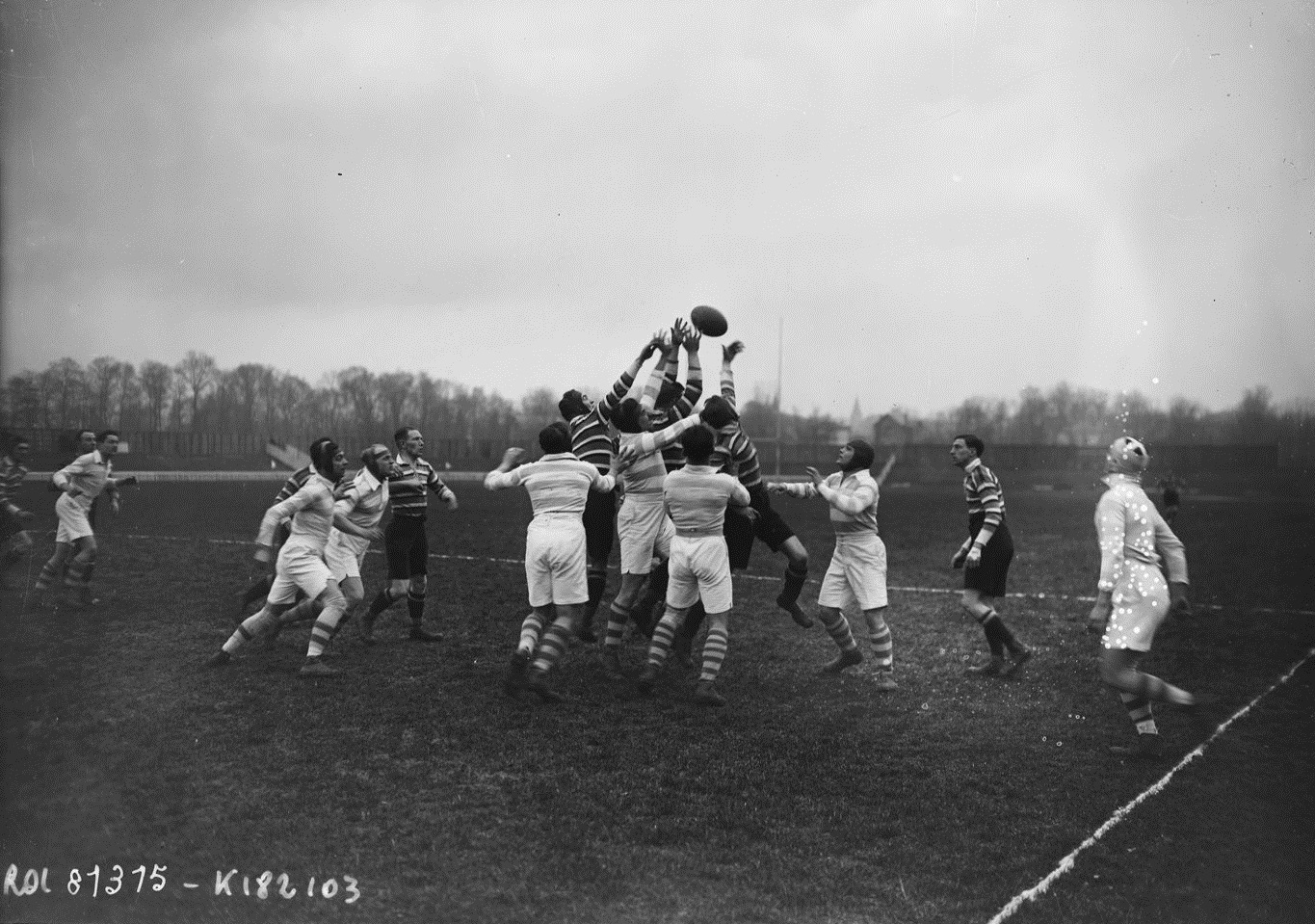
Match Racing-Leicester à Colombes en 1923.

Le Leicester Football Club est fondé le 2 août 1880 et issu de la fusion de trois équipes de la ville : Leicester Societies AFC, Leicester Amateur FC et Leicester Alert.
Ils jouent leur premier match dans leur stade actuel de Welford Road en 1892 puis gagnent la Midlands Cup huit fois consécutivement de 1898 à 1905.
En septembre 1926, pour la première fois, les avants de Leicester portent des lettres sur leur maillot afin de les distinguer.
Cette pratique sera étendue à toute l'équipe en septembre 1931.
L'essor du club commence à la fin des années 60 et coïncide avec l'arrivée de Chalkie White au poste d'entraîneur.
Leicester perd sa première finale de Coupe d'Angleterre en 1978 contre Gloucester mais remporte les trois suivantes contre Moseley, les London Irish et Gosforth (connu aujourd'hui sous l'appellation Newcastle Falcons).
En 1980, pour marquer le centenaire du club, l'équipe effectue une tournée en Australie et dans les Îles Fidji, la première dans l'hémisphère sud pour un club anglais.
En 1987-1988, les Leicester Tigers deviennent les premiers Champions d'Angleterre et atteignent une nouvelle fois la finale de la Coupe l'année suivante.
Les Tigers sont une seconde fois Champions d'Angleterre en 1995. Par ailleurs, de 1993 à 1997, ils jouent quatre finales de coupe et en remportent deux.
Vice-champion d'Europe 1997

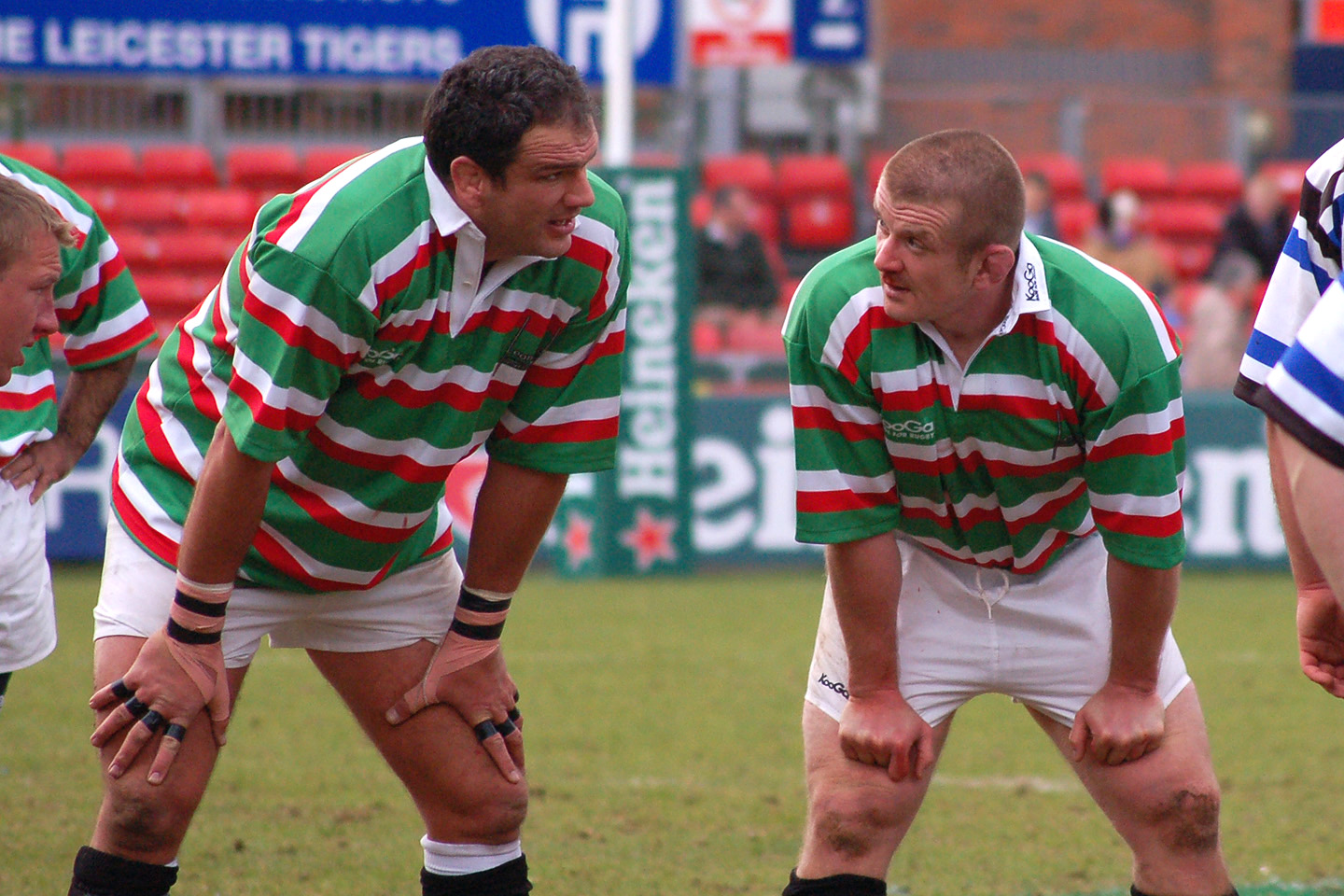
Martin Johnson et Graham Rowntree.

Cette dernière année, ils atteignent également la finale de la Coupe d'Europe mais chutent en finale face au CA Brive.
Équipe finaliste de la coupe d'Europe en 1997 : 
 

A. Graham Rowntree B. Richard Cockerill C. Darren Garforth 

D. Martin Johnson E. Matt Poole 

F. John Wells G. Dean Richards  H. Neil Back 

I. Austin Healey J. Rob Liley 

K. Rory Underwood puis Leon Lloyd L. Stuart Potter M. Will Greenwood N. Steve Hackney 

O. John Liley 

Remplacement temporaire : Darren Garforth par Perry Freshwater

Entraîneurs : Bob Dwyer, Duncan Hall
Double champion d'Europe 2001 et 2002

2001 2002

De 1999 à 2002, sous la houlette de Dean Richards, l'équipe de Martin Johnson remporte quatre titres nationaux consécutifs ainsi que deux titres européens en 2001 et 2002.
Équipe championne d'Europe en 2001 : 
 

1. Graham Rowntree 2. Dorian West 3. Darren Garforth 

4. Martin Johnson  5. Ben Kay 

6. Martin Corry 8. Will Johnson puis Perry Freshwater 7. Neil Back 

9. Austin Healey 10. Andy Goode puis Glenn Gelderbloom 

11. Freddie Tuilagi 12. Rod Kafer 13. Ollie Smith 14. Geordan Murphy 

15. Tim Stimpson 

Remplaçants : Glenn Gelderbloom, Jamie Hamilton, Perry Freshwater, 
 Ricky Nebbett, Lewis Moody, Paul Gustard, Richard Cockerill

Entraîneurs : Dean Richards, John Wells et Joel Stransky
Équipe championne d'Europe en 2002 : 
 

1. Graham Rowntree 2. Dorian West 3. Darren Garforth 

4. Martin Johnson  5. Ben Kay 

6. Lewis Moody 8. Martin Corry 7. Neil Back 

9. Jamie Hamilton 10. Austin Healey 

11. Winston Stanley 12. Leon Lloyd puis Jamie Hamilton 13. Pat Howard 14. Geordan Murphy puis Leon Lloyd 

15. Tim Stimpson 

Remplaçants : Harry Ellis, Perry Freshwater, Glenn Gelderbloom, 
Richard Cockerill, Will Johnson, Josh Kronfeld, Andy Goode

Entraîneurs : Dean Richards, John Wells et Joel Stransky
Après deux saisons creuses, Leicester perd la finale du Championnat contre Sale en 2005.
Vice-champion d'Europe 2007 et 2009
Depuis cette date, les Tigers sont en finale chaque année, remportant les championnats 2006-2007 et 2008-2009. Ils manquent de peu le doublé lors de ces deux saisons avec une finale de Coupe d'Europe perdue contre les London Wasps (34-30) en 2007 et une autre contre Leinster (19-16) en 2009.

## Palmarès

### Détail du palmarès

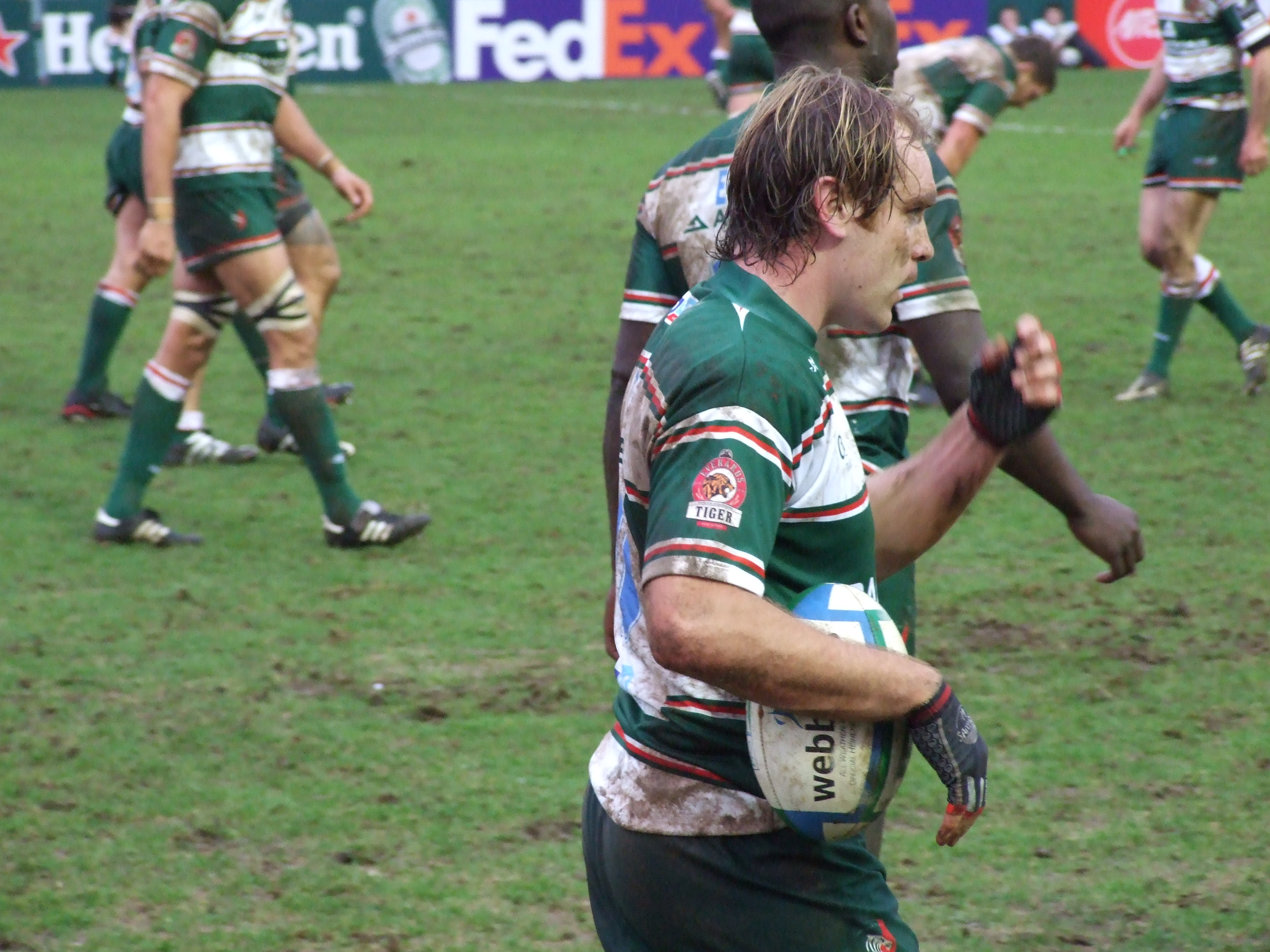
Andy Goode pendant le match de Coupe d'Europe 2007-2008 Leicester-Leinster

Les Tigers ont souvent brillé au niveau européen depuis leur première participation en 1996, puisqu'ils terminent finalistes de la première édition qu'ils disputent, avant de l'emporter à deux reprises. Finalistes malheureux en 2007 et 2009, ils ont cependant toujours disputé la « grande » Coupe d'Europe (par opposition au Challenge européen). Ils ont été absents à deux reprises en raison de la non-participation des clubs anglais à deux éditions.
Les Leicester Tigers entament en 2010-2011 leur quatorzième participation en Coupe d'Europe.
Le championnat d'Angleterre de rugby à XV rassemble les douze clubs de l'élite anglaise depuis 1987. Les Leicester Tigers comptent le plus de titres avec onze sacres, devant Bath Rugby qui remporte six titres de champion dont quatre consécutifs en 1990-1994 et les Wasps, sacrés six fois dont trois titres consécutifs en 2002-2005.
Le tableau suivant récapitule les performances de Leicester dans les diverses compétitions anglaises et européennes.
| Compétitions nationales | Compétitions internationales                                                                                             | Compétitions amicales                                                                         |
| Championnat d'Angleterre - Champion (11) : 1988, 1995, 1999, 2000, 2001, 2002, 2007, 2009, 2010, 2013, 2022 - Vice-champion (8) : 1994, 1996, 2005, 2006, 2008, 2011, 2012, 2025 Coupe d'Angleterre - Vainqueur (8) : 1979, 1980, 1981, 1993, 1997, 2007, 2012, 2017 - Finaliste (6) : 1978, 1983, 1989, 1994, 1996, 2008 | Coupe d'Europe - Vainqueur (2) : 2001, 2002 - Finaliste (3) : 1997, 2007, 2009 Challenge européen - Finaliste (1) : 2021 | Trophée des Champions - Vainqueur (1) : 2002 Challenge Armand Vaquerin - Vainqueur (1) : 2006 |

### Finales disputées

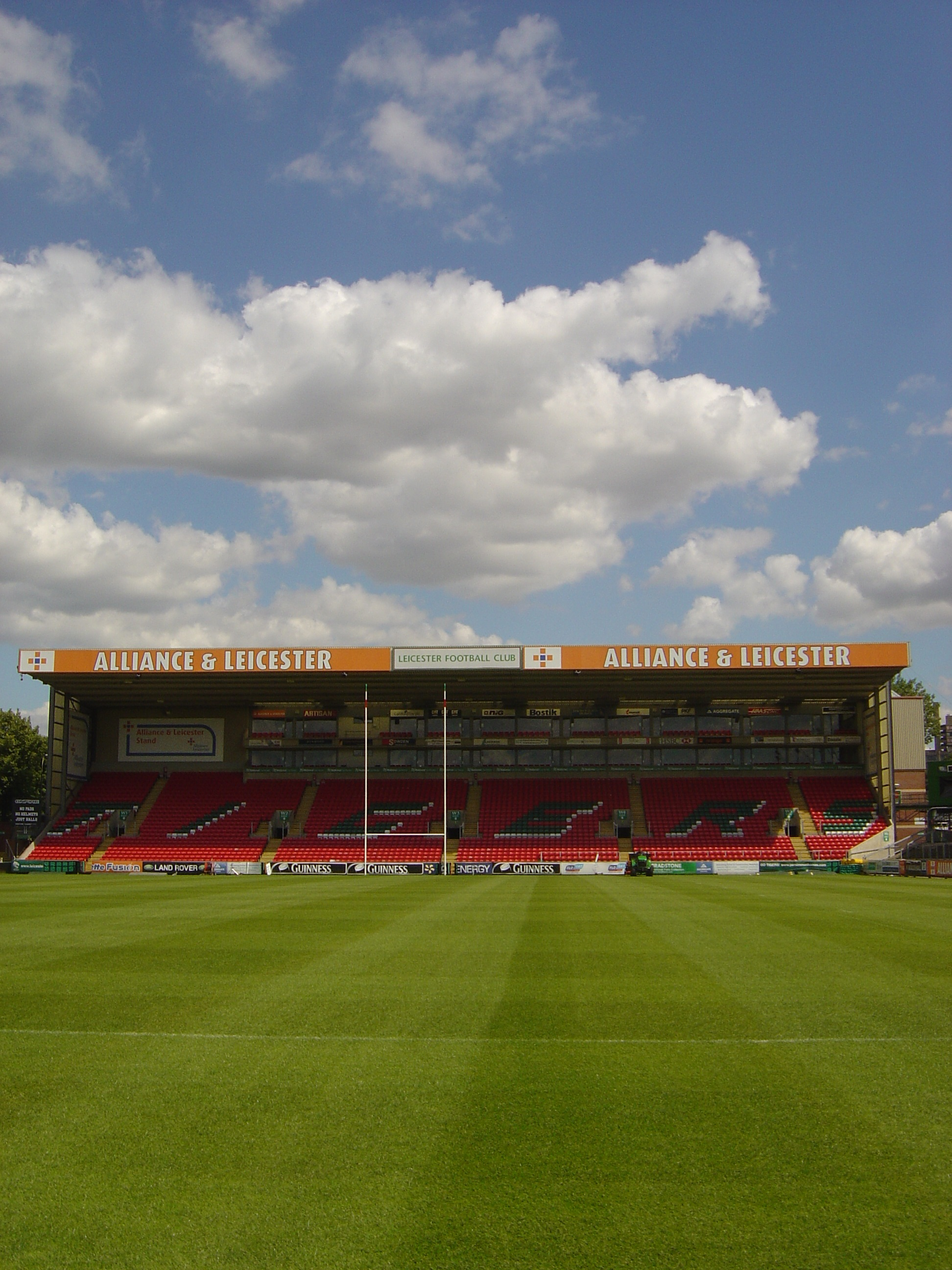
Tribune du stade de Welford Road.

| Date de la finale | Vainqueur        | Score   | Finaliste          | Lieu de la finale   | Spectateurs |
| ----------------- | ---------------- | ------- | ------------------ | ------------------- | ----------- |
| 13 mai 2001       | Leicester Tigers | 20 - 10 | Bath Rugby         | Twickenham, Londres | 33 500      |
| 14 mai 2005       | London Wasps     | 39 - 14 | Leicester Tigers   | Twickenham, Londres | 66 000      |
| 27 mai 2006       | Sale Sharks      | 45 - 20 | Leicester Tigers   | Twickenham, Londres | 58 000      |
| 12 mai 2007       | Leicester Tigers | 34 - 16 | Gloucester RFC     | Twickenham, Londres | 59 400      |
| 31 mai 2008       | London Wasps     | 26 - 16 | Leicester Tigers   | Twickenham, Londres | 81 600      |
| 17 mai 2009       | Leicester Tigers | 10 - 9  | London Irish       | Twickenham, Londres | 81 601      |
| 29 mai 2010       | Leicester Tigers | 33 - 27 | Saracens           | Twickenham, Londres | 81 600      |
| 28 mai 2011       | Saracens         | 22 - 18 | Leicester Tigers   | Twickenham, Londres | 80 016      |
| 26 mai 2012       | Harlequins       | 30 - 23 | Leicester Tigers   | Twickenham, Londres | 81 779      |
| 25 mai 2013       | Leicester Tigers | 37 - 17 | Northampton Saints | Twickenham, Londres | 81 703      |
| 18 juin 2022      | Leicester Tigers | 15-12   | Saracens           | Twickenham, Londres | 72 784      |
| 14 juin 2025      | Bath Rugby       | 23 - 21 | Leicester Tigers   | Twickenham, Londres | 81 708      |

| Date de la finale | Vainqueur        | Score   | Finaliste          | Lieu de la finale          | Spectateurs |
| ----------------- | ---------------- | ------- | ------------------ | -------------------------- | ----------- |
| 15 avril 1978     | Gloucester RFC   | 6 - 3   | Leicester Tigers   | Twickenham, Londres        | 24 000      |
| 21 avril 1979     | Leicester Tigers | 15 - 12 | Moseley RFC        | Twickenham, Londres        | 21 000      |
| 19 avril 1980     | Leicester Tigers | 21 - 9  | London Irish       | Twickenham, Londres        | 27 000      |
| 2 mai 1981        | Leicester Tigers | 15 - 12 | Gosforth           | Twickenham, Londres        | 24 000      |
| 30 avril 1983     | Bristol Rugby    | 28 - 22 | Leicester Tigers   | Twickenham, Londres        | 34 000      |
| 29 avril 1989     | Bath Rugby       | 10 - 6  | Leicester Tigers   | Twickenham, Londres        | 59 300      |
| 1er mai 1993      | Leicester Tigers | 23 - 16 | Harlequins         | Twickenham, Londres        | 54 000      |
| 7 mai 1994        | Bath Rugby       | 21 - 9  | Leicester Tigers   | Twickenham, Londres        | 68 000      |
| 5 mai 1996        | Bath Rugby       | 16 - 15 | Leicester Tigers   | Twickenham, Londres        | 75 000      |
| 11 mai 1997       | Leicester Tigers | 9 - 3   | Sale Sharks        | Twickenham, Londres        | 75 000      |
| 15 avril 2007     | Leicester Tigers | 41 - 35 | Ospreys            | Twickenham, Londres        | 43 755      |
| 12 avril 2008     | Ospreys          | 23 - 6  | Leicester Tigers   | Twickenham, Londres        | 65 756      |
| 18 mars 2012      | Leicester Tigers | 26 - 14 | Northampton Saints | Sixways Stadium, Worcester | 11 895      |
| 19 mars 2017      | Leicester Tigers | 16 - 12 | Exeter Chiefs      | The Stoop, Londres         | 6 080       |

| Date de la finale | Vainqueur        | Score   | Finaliste        | Lieu de la finale           | Spectateurs |
| ----------------- | ---------------- | ------- | ---------------- | --------------------------- | ----------- |
| 25 janvier 1997   | CA Brive         | 28 - 9  | Leicester Tigers | Arms Park, Cardiff          | 41 664      |
| 19 mai 2001       | Leicester Tigers | 34 - 30 | Stade français   | Parc des Princes, Paris     | 44 000      |
| 25 mai 2002       | Leicester Tigers | 15 - 9  | Munster          | Millennium Stadium, Cardiff | 74 600      |
| 21 mai 2007       | London Wasps     | 25 - 9  | Leicester Tigers | Twickenham, Londres         | 81 076      |
| 23 mai 2009       | Leinster Rugby   | 19 - 16 | Leicester Tigers | Murrayfield, Édimbourg      | 66 523      |

| Date de la finale | Vainqueur      | Score   | Finaliste        | Lieu de la finale   | Spectateurs |
| ----------------- | -------------- | ------- | ---------------- | ------------------- | ----------- |
| 21 mai 2021       | Montpellier HR | 18 - 17 | Leicester Tigers | Twickenham, Londres | 10 000      |

## Personnalités du club

### Effectif 2024-2025
Le tableau suivant récapitule l'effectif professionnel des Leicester Tigers pour la saison 2024-2025.
| Nom                      | Naissance         | Nationalité sportive | Sélections (points) | Dernier club             | Arrivée au club |
| Talonneurs               | Talonneurs        | Talonneurs           | Talonneurs          | Talonneurs               | Talonneurs      |
| ------------------------ | ----------------- | -------------------- | ------------------- | ------------------------ | --------------- |
| Charlie Clare            | 16 décembre 1991  | Angleterre           | -                   | Bedford Blues            | 2019            |
| Julián Montoya           | 29 octobre 1993   | Argentine            | 110 (70)            | Jaguares                 | 2021            |
| Finn Theobald-Thomas     | 26 avril 2003     | Angleterre           | -                   | Formé au club            | 2023            |
| Archie Vanes             | 16 septembre 2001 | Angleterre           | -                   | Formé au club            | 2021            |
| Piliers                  |                   |                      |                     |                          |                 |
| Dan Cole                 | 6 mai 1987        | Angleterre           | 118 (20)            | Formé au club            | 2007            |
| James Cronin             | 23 novembre 1990  | Irlande              | 3 (0)               | Biarritz olympique       | 2022            |
| Joe Heyes                | 13 avril 1999     | Angleterre           | 14 (5)              | Formé au club            | 2018            |
| Tim Hoyt                 | 31 mars 2003      | Angleterre           | -                   | Formé au club            | 2019            |
| Will Hurd                | 29 juin 1999      | Écosse               | 9 (5)               | Formé au club            | 2021            |
| → Ale Loman              | 15 mai 2000       | Suède                | 15 (10)             | Nottingham RFC (en prêt) | 2025            |
| Nicky Smith              | 7 avril 1994      | Pays de Galles       | 56 (15)             | Ospreys                  | 2024            |
| James Whitcombe          | 20 novembre 2000  | Angleterre           | -                   | Formé au club            | 2019            |
| Deuxièmes lignes         |                   |                      |                     |                          |                 |
| Ollie Chessum            | 6 septembre 2000  | Angleterre           | 28 (10)             | Nottingham RFC           | 2020            |
| Cameron Henderson        | 13 janvier 2000   | Écosse               | 2 (0)               | Glasgow Warriors         | 2020            |
| Côme Joussain            | 18 janvier 2001   | France               | -                   | Nottingham RFC           | 2024            |
| Tom Manz                 | 19 juillet 2001   | Angleterre           | -                   | Formé au club            | 2022            |
| George Martin            | 18 juin 2001      | Angleterre           | 22 (0)              | Formé au club            | 2019            |
| Harry Wells              | 29 septembre 1993 | Angleterre           | 1 (0)               | Bedford Blues            | 2016            |
| Troisièmes lignes aile   |                   |                      |                     |                          |                 |
| Finn Carnduff            | 10 mars 2004      | Angleterre           | -                   | Formé au club            | 2022            |
| Olly Cracknell           | 26 mai 1994       | Pays de Galles       | -                   | London Irish             | 2022            |
| Kyle Hatherell           | 3 avril 1995      | Afrique du Sud       | -                   | Stade rochelais          | 2023            |
| Emeka Ilione             | 20 mars 2002      | Angleterre           | -                   | Formé au club            | 2022            |
| Tommy Reffell            | 27 avril 1999     | Pays de Galles       | 29 (5)              | Formé au club            | 2017            |
| Matt Rogerson            | 29 juin 1993      | Angleterre           | -                   | London Irish             | 2023            |
| Troisièmes lignes centre |                   |                      |                     |                          |                 |
| Hanro Liebenberg         | 10 octobre 1995   | Afrique du Sud       | -                   | Bulls                    | 2019            |
| Demis de mêlée           |                   |                      |                     |                          |                 |
| Jack van Poortvliet      | 15 mai 2001       | Angleterre           | 21 (20)             | Formé au club            | 2019            |
| Tom Whiteley             | 17 décembre 1995  | Angleterre           | -                   | Bristol Bears            | 2023            |
| Ben Youngs               | 5 septembre 1989  | Angleterre           | 127 (105)           | Formé au club            | 2006            |
| Demis d'ouverture        |                   |                      |                     |                          |                 |
| Jamie Shillcock          | 8 août 1997       | Angleterre           | -                   | Worcester Warriors       | 2023            |
| Handré Pollard           | 11 mars 1994      | Afrique du Sud       | 82 (797)            | Montpellier HR           | 2022            |
| Centres                  |                   |                      |                     |                          |                 |
| Elliot Gourlay           | 12 septembre 2001 | Angleterre           | -                   | Sale Sharks              | 2023            |
| Dan Kelly                | 16 juin 2001      | Angleterre           | 1 (0)               | Loughborough Students    | 2020            |
| Izaia Perese             | 17 mai 1997       | Australie            | 6 (0)               | Waratahs                 | 2024            |
| Ailiers                  |                   |                      |                     |                          |                 |
| Josh Bassett             | 17 mars 1992      | Angleterre           | -                   | Harlequins               | 2023            |
| Ollie Hassell-Collins    | 17 janvier 1999   | Angleterre           | 2 (0)               | London Irish             | 2023            |
| Solomone Kata            | 3 décembre 1994   | Tonga                | 12 (20)             | Exeter Chiefs            | 2023            |
| Adam Radwan              | 30 décembre 1997  | Angleterre           | 2 (20)              | Newcastle Falcons        | 2025            |
| Harry Simmons            | 25 novembre 1997  | Angleterre           | -                   | Jersey Reds              | 2017            |
| Arrières                 |                   |                      |                     |                          |                 |
| Mike Brown               | 4 septembre 1985  | Angleterre           | 72 (65)             | Newcastle Falcons        | 2023            |
| Freddie Steward          | 5 décembre 2000   | Angleterre           | 38 (50)             | Formé au club            | 2019            |

### Joueurs notoires
| - Andy Goode - Neil Back - Martín Castrogiovanni - Richard Cockerill - Martin Corry - Perry Freshwater - Darren Garforth - Will Greenwood - Marcos Ayerza - Ramiro Pez | - Dusty Hare - Austin Healey - Pat Howard - Fritz van Heerden - Martin Johnson - David Mélé - Benjamin Kayser - Rod Kafer - Julien Dupuy - Ben Kay | - Josh Kronfeld - Eric Miller - Lewis Moody - Alexander Obolensky - Dean Richards - Waisale Serevi - Seru Rabeni - Joel Stransky - Ryan Lamb - Toby Flood | - Alesana Tuilagi - Henry Tuilagi - Vereniki Goneva - Rory Underwood - Dorian West - Julian White - Clive Woodward - Geordan Murphy - Mathew Tait - Paul Dodge |

### Entraîneurs
| Période                             | Entraîneur en chef                     | Adjoint(s) | Titre(s)                                                                                               |
| 1996-1998                           | Bob Dwyer                              | Duncan Hall | Pilkington Cup 1997                                                                                    |
| 1998-1999                           | Dean Richards                          | John Wells (avants) | Champion d'Angleterre 1999                                                                             |
| 1999-2002                           | Dean Richards                          | John Wells (avants) Joel Stransky (arrières)                                                                                      | Champion d'Angleterre 2000 H Cup 2001 Champion d'Angleterre 2001 H Cup 2002 Champion d'Angleterre 2002 |
| 2002-2004                           | Dean Richards                          | John Wells (avants) | |
| 2004-2005                           | John Wells                             | Pat Howard (arrières) | |
| 2005-2007                           | Pat Howard                             | Richard Cockerill (avants) Neil Back (défense)                                                                                    | EDF Energy Cup 2007 Champion d'Angleterre 2007                                                         |
| Juillet à Novembre 2007             | Richard Cockerill (par intérim)        | Neil Back (défense) | |
| 2007-2008                           | Marcelo Loffreda                       | Richard Cockerill (avants) Neil Back (défense)                                                                                    | |
| 2008-Janvier 2009                   | Heyneke Meyer                          | Richard Cockerill (avants) Matt O'Connor (arrières) Paul Burke                                                                    | |
| Février 2009-2010                   | Richard Cockerill (directeur du rugby) | Matt O'Connor (arrières) Paul Burke                                                                                               | Champion d'Angleterre 2009 Champion d'Angleterre 2010                                                  |
| 2010-2011                           | Richard Cockerill (directeur du rugby) | Matt O'Connor (entraîneur en chef) Paul Burke (arrières)                                                                          | |
| 2011-2013                           | Richard Cockerill (directeur du rugby) | Matt O'Connor (entraîneur en chef) Richard Blaze (avants) Paul Burke (arrières)                                                   | LV= Cup 2012 Champion d'Angleterre 2013                                                                |
| 2013-2014                           | Richard Cockerill (directeur du rugby) | Richard Blaze (avants) Paul Burke (arrières) Geordan Murphy (arrières)                                                            | |
| 2014-2015                           | Richard Cockerill (directeur du rugby) | Richard Blaze (avants) Geordan Murphy (arrières)                                                                                  | |
| 2015-Décembre 2016                  | Richard Cockerill (directeur du rugby) | Aaron Mauger (entraîneur en chef) Richard Blaze (avants) Geordan Murphy (arrières)                                                | |
| Janvier 2017-25 mars 2017           | Aaron Mauger (entraîneur en chef)      | Richard Blaze (avants) Geordan Murphy (arrières) Boris Stankovich (mêlée)                                                         | |
| 25 mars 2017-18 septembre 2017      | Matt O'Connor (entraîneur en chef)     | Richard Blaze (avants) Geordan Murphy (arrières) Boris Stankovich (mêlée)                                                         | Coupe anglo-galloise 2017                                                                              |
| 19 septembre 2017-14 février 2018   | Matt O'Connor (entraîneur en chef)     | Brett Deacon (avants par intérim) Geordan Murphy (arrières) Boris Stankovich (mêlée)                                              | |
| 14 février 2018-4 septembre 2018    | Matt O'Connor (entraîneur en chef)     | Mark Bakewell (avants) Brett Deacon (skills) Geordan Murphy (arrières) Boris Stankovich (mêlée)                                   | |
| 4 septembre 2018 - janvier 2019     | Geordan Murphy (entraîneur en chef)    | Mark Bakewell (avants) Brett Deacon (skills) Boris Stankovich (mêlée)                                                             | |
| janvier 2019 - juin 2019            | Geordan Murphy (entraîneur en chef)    | Mark Bakewell (avants) Phil Blake (défense) Brett Deacon (skills) Boris Stankovich (mêlée)                                        | |
| juillet 2019 - juin 2020            | Geordan Murphy (entraîneur en chef)    | Mark Bakewell (avants, jusqu'en décembre) Phil Blake (défense) Mike Ford (attaque) Brett Deacon (skills) Boris Stankovich (mêlée) | |
| juillet - novembre 2020             | Geordan Murphy (directeur du rugby)    | Steve Borthwick (entraîneur en chef) Rob Taylor (attaque) Mike Ford (défense) Brett Deacon (touche) Boris Stankovich (mêlée)      | |
| novembre 2020 - juin 2021           | Steve Borthwick (manager)              | Mike Ford (défense) Brett Deacon (avants) Matt Smith (attaque) Tom Harrison (mêlée)                                               | |
| juillet 2021 - décembre 2022        | Steve Borthwick (manager)              | Brett Deacon (avants) Kevin Sinfield (défense) Matt Smith (attaque) Tom Harrison (mêlée) Richard Wigglesworth                     | Champion d'Angleterre 2022                                                                             |
| 19 décembre 2022 - 14 mai 2023      | Richard Wigglesworth (par intérim)     | Brett Deacon (avants) Matt Smith (attaque) Tom Harrison (mêlée)                                                                   | |
| 1er juillet 2023 - 1er juillet 2024 | Dan McKellar                           | Brett Deacon (avants) Alan Dickens (attaque et arrières) Matt Everard (défense) Dan Palmer (mêlée)                                | |
| 1er juillet 2024 -                  | Michael Cheika                         | | |